# Prins van den bloede
Prins van den bloede (Frans: prince du sang) was sinds de 16e eeuw de benaming voor een lid van de familie Capet, afstammelingen van Lodewijk IX van Frankrijk (de heilige), die niet in de mannelijke lijn afstamde van een regerend koning. In de late middeleeuwen noemde men een prins van den bloede ook wel "prins met de lelies" (Frans: prince des fleurs de lys).

## Status
Toen Hendrik IV in 1589 koning van Frankrijk werd waren er twee zijlinies of zijtakken van het huis Bourbon: de prinsen van Conti en Condé. Zij waren geen "kinderen van Frankrijk", de naam die aan de kinderen van de koningen werd gegeven, maar omdat het bloed van de koning ook in hun aderen vloeide werden deze neven als "Prinsen van den bloede" hoger geplaatst dan de andere hertogen en prinsen in Frankrijk.
Volgens het Salische recht konden deze prinsen in Frankrijk opvolgen wanneer de hoofdlinie van het Koninklijk huis uit zou sterven.
De eerste prins van den bloede, eerste in de lijn van opvolging na het uitsterven van de koninklijke linie, mocht zich na 1709 "Monsieur le Prince" (Frans: "mijnheer de Prins") noemen. Zijn zoon werd "Monsieur le Duc" genoemd.
In een brief van 7 maart 1707 beschreef Elisabeth Charlotte van de Palts de verschillen tussen de prinsen van den bloede en de kinderen en kleinkinderen van Frankrijk aldus: "Mijn zoon is GEEN prins van de bloede zoals u meent, hij is een kleinzoon van Frankrijk en is hoger in rang en heeft meer voorrechten; de kleinzonen van Frankrijk groeten de koningin en mogen in haar bijzijn, ook in een koets, gaan zitten. Hun personeel heeft eigen ruimtes en privileges aan het hof. Kinderen van Frankrijk hebben hun eigen stalmeester, eerste aalmoezenier en hofmaarschalk. De prinsen van den bloede hebben dit alles niet en ontberen ook lijfwachten en een escorte van de Zwitserse garde".
Kinderen van Frankrijk zaten bij de koning aan het diner aan en waren " Koninklijke Hoogheden", de andere prinsen "Doorluchtigheden" (Frans: "Altesses Sérenissimes").
Desondanks waren de prinsen van den bloede machtige en aanzienlijke personen in Frankrijk, zij bouwden schitterende kastelen en hôtels (stadpaleizen) in Versailles en Parijs. Lodewijk XIV zette veel kwaad bloed bij de prinsen door hen enerzijds te dwingen om met zijn buitenechtelijke kinderen te trouwen, anderzijds de prinsen over te slaan bij promoties en benoemingen. De prinsen van den bloede waren rechtens ridders in de Orde van de Heilige Geest. Het werd gebruikelijk dat de Prinsen van den Bloede na hun eerste veldtocht in de Orde van de Heilige Lodewijk werden opgenomen.
In het Nederlands wordt de term "prins van den bloede" ook weleens gebruikt voor alle leden van koninklijke families, dat is minder correct.
In België wordt deze term gebruikt om onderscheid te maken tussen prinsen van Koninklijk Bloed en prinsen van Adellijk Bloed; leden van de Belgische dynastie staan boven de Belgische adel, maar naast de prinsen van Adel. Adellijke prinsen krijgen in België een vip-behandeling, ze worden door de koning ontvangen in de Salon Bleu.

## De prinsen van den bloede in de 16e eeuw

### Valois
- De hertogen van Alençon, uitgestorven in 1525
- De hertogen van Orléans, zij erfden de troon in 1498
- Een jongere linie van het huis Orléans ; de graven van Angoulême, erfden de troon in 1515

### Bourbons
- De hertogen van Bourbon
- Een jongere linie van het hertogelijke huis Bourbon; de graven van Montpensier
- De hertogen van Vendôme (gelegitimeerde nakomelingen van Hendrik IV)
- De graven van Saint-Pol, uitgestorven in 1516
- De prinsen van Condé
- Een jongere linie van het huis Condé; de prinsen van Conti
- De hertogen van Montpensier, uitgestorven in 1582

## Titulatuur
Een citaat uit de memoires van kardinaal van Retz suggereert dat het nuttig was om de juiste aanspreektitels te kennen: "[...] wat er te beslissen viel is niet of men zich moest aansluiten bij Monsieur le Prince [Louis II de Bourbon-Condé, een prins van den bloede], maar wat Monsieur [Gaston van Orléans, geen prins van den bloede] moest doen om Monsieur le Prince onderworpen te houden". 